# Nationaal Museum van Egyptische Beschaving

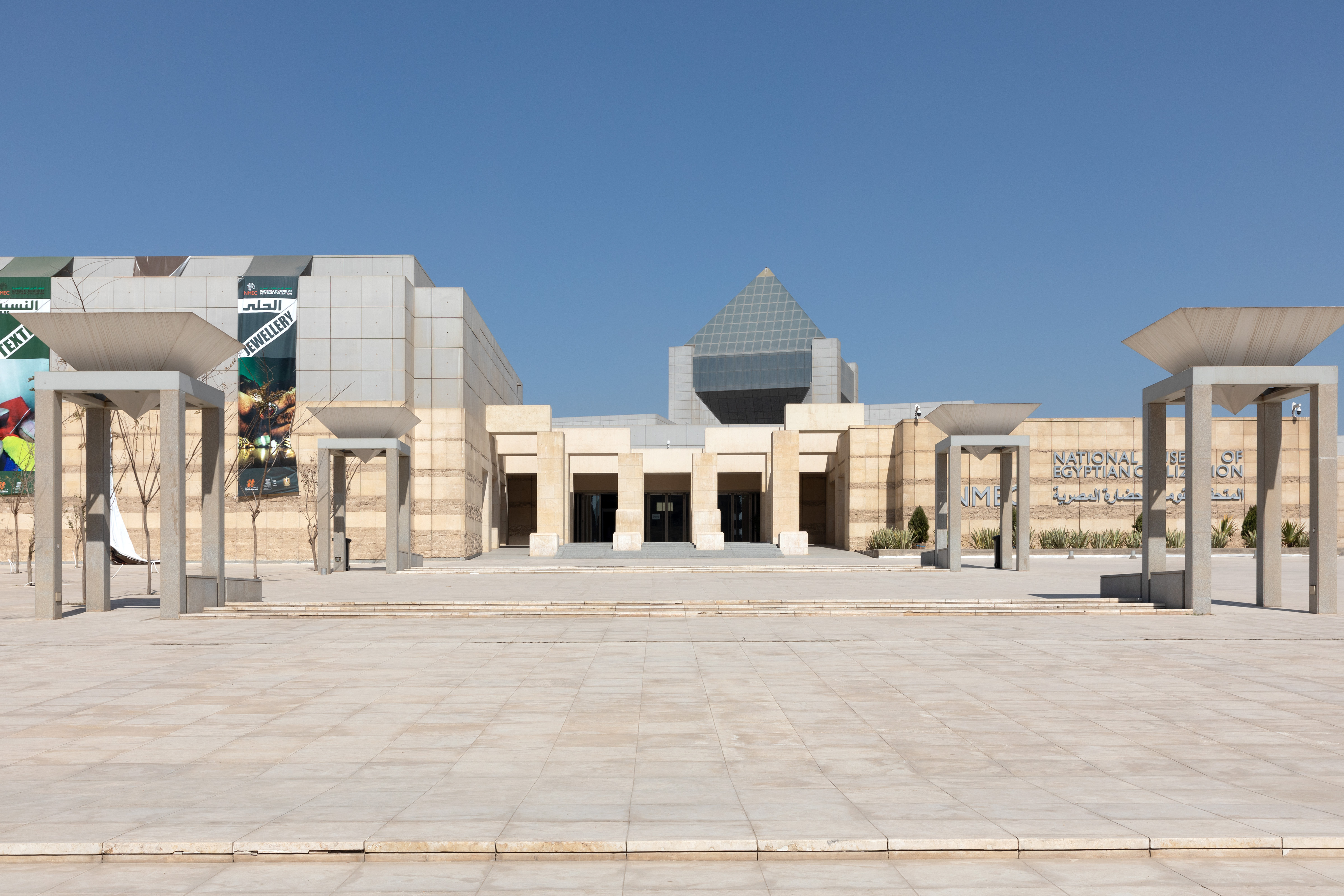
Toegang tot het museum

Het Nationaal Museum van Egyptische Beschaving (Engels: National Museum of Egyptian Civilization, afgekort NMEC als internationale aanduiding, Arabisch: المتحف القومي للحضارة المصرية) is een Egyptisch museum. Het museum bevindt zich op het grondgebied van Caïro, ten zuidoosten van het stadscentrum in de oude koninklijke hoofdstad, thans voorstad Fustat. De museumsite werd op 3 april 2021 geopend. 

## Collectie
Binnenin het museum zijn zo'n 100.000 artefacten tentoongesteld. De collectie binnen het museum is verdeeld in vier grote ruimten die per thema staan geordend. Een deel gaat over de fysieke gesteldheid van Egypte en de Nijl; een deel over het dagelijkse leven; een deel over de staat en de farao en een laatste deel over de Amarna-kunst. 
Het Nationaal Museum van Egyptische Beschaving, evenmin als het Groot Egyptisch Museum te Gizeh zijn niet de vervanging van het Egyptisch Museum van Caïro, maar het NMEC stelt wel sinds 18 april 2021 de mummiecollectie ten toon, die naar dit nieuwe museum werd verhuisd, en voorheen een aantrekkingspool was van de collectie van het Egyptisch Museum.

## Geschiedenis
De eerste plannen dateren reeds van 1982. In 1984 won de Egyptische architect El Ghazzali Kosseiba de uitgeschreven architectuurwedstrijd, de tentoonstellingsruimtes werden gerealiseerd met ondersteuning van de Japanse architect Arata Isozaki. Het terrein werd voorbereid sinds 2000, de bouw van het museum liep tussen 2004 en 2009. De eindafwerking en inhuldiging bleven evenwel geruime tijd achterwege.
Het museum werd reeds in februari 2017 partieel geopend maar op 3 april 2021 in zijn geheel plechtig ingehuldigd door Egyptisch president Sisi. 
Op zaterdag 3 april 2021 in de vooravond trok een "gouden optocht" met tweeëntwintig mummies, voor het transport verpakt in capsules met stikstof en getransporteerd in wagens met extra schokdempers, begeleidende praalwagens, paarden en vuurwerk van het Egyptisch Museum bij het Tahrirplein over zeven kilometer door de straten van Caïro naar het Nationaal Museum van Egyptische Beschaving in Fustat.  In de stoet, in chronologische volgorde, de gemummifieerde lichamen van achttien koningen en vier koninginnen van het Nieuwe Rijk, tussen de 15e en 11e eeuw voor Christus. De stoet werd geopend met de mummie van Seqenenre Tao, verder met de mummie van Thoetmosis II, de aan Hatsjepsoet toegeschreven mummie en de mummies van Ramses II en Ramses III. Hekkesluiter in de stoet was de mummie van Ramses IX. De mummiezaal van het museum opent enkele weken na de officiële opening, op 18 april 2021.